# Landtagswahl in Tirol 1999
- SPÖ: 8
- GRÜNE: 3
- ÖVP: 18
- FPÖ: 7

Die Landtagswahl in Tirol 1999 fand am 7. März 1999 statt. Der Stimmenanteil der Österreichischen Volkspartei (ÖVP) blieb dabei nahezu unverändert, wobei die ÖVP jedoch ein Mandat verlor und nur noch 18 der 36 Mandate erzielte. Die Sozialdemokratische Partei Österreichs (SPÖ) erholte sich von ihrem 1994 erreichten schlechtesten Wahlergebnis und konnte rund 2 % Stimmenanteil sowie ein Mandat hinzugewinnen. Auch die Freiheitliche Partei Österreichs (FPÖ) konnte ein Mandat hinzugewinnen und schloss mit einem Plus von 3,5 % fast zur SPÖ auf. Die SPÖ erzielte dabei 8 Mandate, die FPÖ 7. Einen Verlust musste hingegen die Grüne Alternative Tirol (GRÜNE) hinnehmen, die 2,7 % und ein Mandat verlor. Das Liberale Forum (LIF) scheiterte wie bereits 1994 erneut am Einzug in den Landtag und auch die Kommunistische Partei Österreichs (KPÖ), die lediglich im Wahlkreis Innsbruck-Stadt kandidierte, scheiterte am Einzug in den Landtag.

## Ergebnisse

### Gesamtergebnis
|                                              | Ergebnisse 1999  | Ergebnisse 1999  | Ergebnisse 1999  | Ergebnisse 1994  | Ergebnisse 1994  | Ergebnisse 1994  | Differenzen | Differenzen | Differenzen |  |
| -------------------------------------------- | ---------------- | ---------------- | ---------------- | ---------------- | ---------------- | ---------------- | ----------- | ----------- | ----------- |  |
| Wahlberechtigte                              | 465.067          | 465.067          | 465.067          | 451.673          | 451.673          | 451.673          | + 13.394    | + 13.394    | + 13.394    |  |
| Wahlbeteiligung                              | 80,57 %          | 80,57 %          | 80,57 %          | 88,13 %          | 88,13 %          | 88,13 %          | - 7,56 %    | - 7,56 %    | - 7,56 %    |  |
|                                              | Stimmen          | %                | Mand.            | Stimmen          | %                | Mand.            | Stimmen     | %           | Mand.       |  |
| Abgegebene Stimmen                           | 374.674          |                  |                  | 398.074          |                  |                  | - 23.400    |             |             |  |
| Ungültig                                     | 27.460           | 7,35 %           |                  | 31.063           | 7,80 %           |                  | - 3.603     | - 0,45 %    |             |  |
| Gültig                                       | 347.214          | 92,65 %          |                  | 367.011          | 92,20 %          |                  | - 19.797    | + 0,45 %    |             |  |
| Partei                                       |                  |                  |                  |                  |                  |                  |             |             |             |  |
| Österreichische Volkspartei (ÖVP)            | 163.970          | 47,22 %          | 18               | 173.587          | 47,30 %          | 19               | - 9.617     | - 0,08 %    | - 1         |  |
| Sozialdemokratische Partei Österreichs (SPÖ) | 75.585           | 21,77 %          | 8                | 72.803           | 19,84 %          | 7                | + 2.782     | + 1,93 %    | + 1         |  |
| Freiheitliche Partei Österreichs (FPÖ)       | 68.108           | 19,62 %          | 7                | 59.230           | 16,14 %          | 6                | + 8.878     | + 3,48 %    | + 1         |  |
| Grüne Alternative Tirol (GRÜNE)              | 27.862           | 8,03 %           | 3                | 39.208           | 10,68 %          | 4                | - 11.346    | - 2,66 %    | - 1         |  |
| Liberales Forum (LIF)                        | 11.198           | 3,23 %           | 0                | 12.323           | 3,36 %           | 0                | - 1.125     | - 0,13 %    | ± 0         |  |
| Kommunistische Partei Österreichs (KPÖ)      | 491              | 0,14 %           | 0                | nicht kandidiert | nicht kandidiert | nicht kandidiert | + 491       | + 0,14 %    | ± 0         |  |
| Nicht mehr kandidierende Parteien            | nicht kandidiert | nicht kandidiert | nicht kandidiert | 9860             | 2,67 %           | 0                | - 9860      | - 2,67 %    | ± 0         |  |
| Gesamt                                       | 347.214          | 100,00 %         | 36               | 367.011          | 100,00 %         | 36               | - 19.797    |             |             |  |

## Auswirkungen
Die Abgeordneten der XIII. Gesetzgebungsperiode wurden am 30. März 1999 angelobt. Sie wählten in der Folge die Mitglieder der Landesregierung Weingartner III.